# Stephen Paea
Stephen Paea (Auckland, 11 maggio 1988) è un giocatore di football americano neozelandese che gioca nel ruolo di defensive tackle per i Dallas Cowboys della National Football League (NFL). Fu scelto nel corso del secondo giro (53º assoluto) del Draft NFL 2011 dai Chicago Bears. Al college ha giocato a football all'Università statale dell'Oregon.

## Carriera professionistica

### Chicago Bears
Paea fu scelto dai Chicago Bears nel corso del secondo giro del Draft 2011. Esordì come professionista il 16 ottobre contro i Minnesota Vikings, mettendo a segno un sack su Donovan McNabb nella end zone dando luogo a una safety, il primo giocatore dei Bears a realizzarne una al debutto almeno dal 1970. Concluse la sua stagione da rookie con 11 presenze, nessuna delle quali come titolare, con 14 tackle e 2,0 sack. Nella stagione successiva divenne stabilmente titolare dei Bears facendo registrare 24 tackle e 2,5 sack.

### Washington Redskins
Il 10 marzo 2015, Paea firmò un contratto quadriennale con i Washington Redskins del valore di 21 milioni di dollari. Il 30 agosto 2016 fu svincolato.

### Cleveland Browns
Il 2 settembre 2016, Paea firmò con i Cleveland Browns.

### Dallas Cowboys
Il 10 marzo 2017, Paea firmò un contratto di un anno con i Dallas Cowboys.

## Statistiche
| Partite totali      | 55   |
| Partite da titolare | 40   |
| Tackle              | 94   |
| Sack                | 12,0 |
| Intercetti          | 0    |
| Fumble forzati      | 2    |

Statistiche aggiornate alla stagione 2014